# Струп, Джон Ридли
Джон Ридли Струп (англ. John Ridley Stroop; 21 марта 1897, Мерфрисборо, Теннесси, США — 1 сентября 1973, Паркерсберг, Западная Виргиния, США) — американский психолог, чьи экспериментальные исследования в области познавательных процессов и интерференции до сих пор считаются «золотым стандартом» изучения внимания. Классическая статья Струпа «Исследование интерференции в серии вербальных реакций» является одной из самых цитируемых публикаций Journal of Experimental Psychology

## Биография
Джон Ридли Струп родился недалеко от Мерфисборо, в штате Теннесси. Струп был предпоследним по старшинству из шести детей, отличался слабым здоровьем и часто освобождался от работы на ферме. Он окончил с отличием начальную школу графства Китрелл. В 1919 Струп окончил высшую школу Дэвида Липскомба,а в 1921 году получил диплом начального колледжа Дэвида Липксомба, В 1924 году Струп получил степень бакалавра в колледже Джорджа Пибоди, в Нашвилле, а в 1925 году степень магистра и доктора философии(англ. Ph.D.) в 1933 году.
Докторская степень в области экспериментальной психологии была защищена но основе материалов, полученных в психологической лаборатории Джесупа под руководством Джозефа Питерсона, бывшего президента Американской Психологической Ассоциации.
23 декабря 1921 года Струп женился на Зелме Данн, двоюродной племяннице Дэвида Липскомба. У них родилось 3 сына.
На факультете колледжа Дэвида Липскомба он занимался преподаванием психологии и богословия, опубликовал 4 статьи по экспериментальной психологии и 7 книг по богословию.

## Вклад в науку
Исследование Струпа базировалось на проведенных в начале 1880 гг. работах Джеймса Маккела Кеттелла, под руководством Вильгельма Вундта, связанных с сопоставлением процесса называния наименований и чтения. Красота эксперимента Струпа, основанная на совмещении условий этих процессов, и ясность выводов, привели к тому, что сам эксперимент назвали Струп-тест, а обнаруженную интерференцию эффект Струпа. Задача Струпа стала наиболее популярной в когнитивных исследованиях после различения таких понятий, как автоматические и контролируемые процессы.